# Previously On
"Previously On" (no Brasil, "Nos Capítulos Anteriores") é o oitavo episódio da minissérie de televisão americana, WandaVision, baseado nos personagens Wanda Maximoff / Feiticeira Escarlate e Visão da Marvel Comics. O episódio segue Wanda enquanto ela revive momentos de seu passado que a levaram a criar a vida suburbana idílica na cidade de Westview. O episódio se passa no Universo Cinematográfico Marvel (UCM), dando continuidade aos filmes da franquia. Foi escrito por Laura Donney e dirigido por Matt Shakman.
Elizabeth Olsen e Paul Bettany reprisam seus respectivos papéis como Wanda Maximoff e Visão da série de filmes, estrelando ao lado de Debra Jo Rupp e Kathryn Hahn. O diretor Matt Shakman se juntou à série em agosto de 2019. As filmagens aconteceram na área metropolitana de Atlanta, incluindo no Pinewood Atlanta Studios, e em Los Angeles.
"Previously On" foi lançado na Disney+ em 26 de fevereiro de 2021. Os críticos celebraram as performances de Olsen, Hahn e Bettany, e também exaltaram a história de fundo e revelação do nome de Feiticeira Escarlate.

## Enredo
Em Salem, 1693, Agatha Harkness é levada a julgamento por um coven de bruxas liderado por sua mãe, Evanora, por praticar magia negra. Enquanto eles tentam matar Agatha, ela drena a vida deles.
Atualmente, Agatha interroga Wanda Maximoff, exigindo saber como ela está controlando Westview, ameaçando-a com a vida de seus filhos. Agatha força Wanda a reviver momentos importantes de sua vida, incluindo quando ela e seu irmão Pietro ficaram presos nos escombros ao lado de uma bomba não detonada no dia em que seus pais morreram. Nessa memória, Agatha deduz que Wanda nasceu como uma bruxa que se engajou no feitiço básico quando criança, reforçada pelo uso inadvertido de Wanda de um feitiço de probabilidade simples para evitar que a bomba explodisse.
Na próxima memória que ela revive, Wanda observa a si mesma enquanto ela é experimentada por Hydra. Conforme ela se aproxima da Joia da Mente, ela reage à presença dela, ativando e aumentando suas habilidades mágicas latentes. Wanda testemunha uma aparição na luz da Joia da Mente antes de desmaiar. Ela então revive sua primeira lembrança afetuosa de Visão, de volta ao Complexo dos Vingadores, enquanto eles se unem por serem indivíduos que vieram para ficar sozinhos.
Mais tarde, é revelado que Wanda visitou S.W.O.R.D. para tentar recuperar o corpo de Visão. Quando o diretor Tyler Hayward mostra a ela o cadáver mutilado, Wanda perde a paciência e invade o laboratório, mas sai sem o corpo de Visão após não sentir sua presença. Finalmente, Wanda dirige até um lote dilapidado em Westview que Visão comprou para ela com a intenção de morar lá. Em um acesso de dor, ela cria uma casa no lote, manifesta uma nova versão da Visão e, por fim, estende o Feitiço por toda a cidade.
De volta ao presente e saindo de seu transe, Wanda corre para fora, apenas para ser confrontada por Agatha, que está segurando seus filhos, Billy e Tommy, em cativeiro. Agatha zomba de Wanda por não saber a extensão total de suas próprias habilidades, chamando-a de perigosa, antes de revelar que seus poderes são na verdade magia do caos, o que acaba fazendo de Wanda a mítica "Feiticeira Escarlate".
Em uma cena durante os créditos, S.W.O.R.D. revela o "Projeto Catarata" de Hayward: o Visão original, agora branco, ativado usando a energia de Wanda do drone que ela destruiu anteriormente.

## Produção

### Desenvolvimento
Em outubro de 2018, a Marvel Studios informou que estava desenvolvendo uma série limitada estrelando Wanda Maximoff de Elizabeth Olsen e Visão de Paul Bettany dos filmes do Universo Cinematográfico da Marvel (UCM). Em agosto de 2019, Matt Shakman foi contratado para dirigir a minissérie. Shakman e o redator principal Jac Schaeffer são produtores executivos ao lado de Kevin Feige, Louis D'Esposito e Victoria Alonso da Marvel Studios. Feige descreveu a série como parte de uma "sitcom clássica", uma parte "épica da Marvel", homenageando muitas eras de sitcoms americanas. O oitavo episódio, intitulado "Previously On", foi escrito por Laura Donney.

### Roteiro
"Previously On" revela que o pai de Wanda, Olek, vendia DVDs de sitcoms americanos para ganhar a vida, o que ajudou a formar o amor de Wanda por eles. As sitcoms mostradas ou referenciadas no episódio incluem The Dick Van Dyke Show e seu episódio "It May Look Like a Walnut", I Love Lucy, A Família Addams, A Feiticeira, Jeannie é um Gênio, Who's the Boss?, The Brady Bunch e seu episódio episódio "Kitty Karry-all Is Missing", e Malcolm in the Middle e seu episódio "Health Insurance". Ao explorar a dor passada de Wanda, Donney disse que os escritores estavam cientes de "não apenas olhar para onde Wanda esteve, mas passar tempo com ela lá" a fim de dar "espaço [e uma] voz" à sua dor, permitindo que forma, não definir, ela. Antes da estreia da série, Feige disse que os poderes de Wanda nunca foram totalmente definidos durante a Saga Infinita, com a série explorando as verdadeiras origens de seus poderes, e se a Joia da Mente os desbloqueou; "Previously On" confirma que Wanda nasceu com seus poderes, com a Joia da Mente amplificando-os, o que foi considerado um retcon da história de fundo de Wanda no UCM. Phil Owens do TheWrap chamou isso de "enorme", já que todos os super-heróis humanos anteriores no UCM eram considerados nascidos normais, adquirindo habilidades mais tarde.
Agatha Harkness chama Wanda de "Feiticeira Escarlate" no episódio, pela qual Wanda não era conhecida no UCM até este ponto. Os comentaristas acreditavam que o nome "Feiticeira Escarlate" era mais um título ou linhagem herdada de bruxas, ao invés de um apelido de super-herói; versões recentes do personagem nos quadrinhos também fizeram essa mudança. A aparência da visão branca de S.W.O.R.D. foi inspirada no personagem que aparece como tal no enredo da história em quadrinhos, "Vision Quest".

### Elenco
O episódio é estrelado por Paul Bettany como Visão, Elizabeth Olsen como Wanda Maximoff, Debra Jo Rupp como Sra. Hart e Kathryn Hahn como Agatha Harkness. Também estrelando no episódio estão com Julian Hilliard como Billy e Jett Klyne como Tommy, filhos de Wanda e Visão, Josh Stamberg como o diretor da S.W.O.R.D. Tyler Hayward, David Payton como John Collins, David Lengel como Harold Proctor, Amos Glick como entregador de pizza, Selena Anduze como a agente da S.W.O.R.D. Rodriguez, Kate Forbes como Evanora Harkness, Ilana Kohanchi como Iryna Maximoff, Daniyar como Olek Maximoff, e Michaela Russell e Gabriel Gurevich como os jovens Wanda e Pietro Maximoff.

### Filmagens e efeitos visuais
As filmagens no estúdio ocorreram no Pinewood Atlanta Studios em Atlanta, Georgia, com direção de Shakman, e Jess Hall servindo como diretor de fotografia. As filmagens também aconteceram na área metropolitana de Atlanta, com backlot e filmagens ao ar livre ocorrendo em Los Angeles quando a série retomou a produção após um hiato devido à pandemia de COVID-19  Os efeitos visuais para o episódio foram criados por The Yard VFX, Industrial Light & Magic, Rodeo FX, Monsters Aliens Robots Zombies, Framestore, Cantina Creative, Perception, Rise FX, Digital Domain, e SSVFX.

## Divulgação
Após o lançamento do episódio, a Marvel anunciou mercadorias inspiradas no episódio como parte de sua promoção semanal "Marvel Must Haves" para cada episódio da série, incluindo vestuário, Funko Pops baseado em Agatha e O Visão e uma figura da Hasbro Marvel Legends do Visão.

## Lançamento
"Previously On" foi lançado na Disney+ em 26 de fevereiro de 2021.

## Recepção

### Resposta da crítica
O site de agregador de críticas, Rotten Tomatoes, relatou uma taxa de aprovação de 94% com uma pontuação média de 8,18/10 com base em 17 resenhas. O consenso crítico do site disse: "Kathryn Hahn se destaca e está seriamente no comando de seu ofício em" Previously On "- felizmente Elizabeth Olsen prova mais do que à altura do desafio com seu próprio desempenho magnético."
Dando ao episódio 5 de 5 estrelas, Abraham Riesman do Vulture ficou encantado com "Previously On", forçando-o a "reavaliar tudo" que ele sentia anteriormente sobre a série, dizendo que o episódio "era tudo o que você queria de um passeio com o UCM, mas feito de uma forma que pareça fresca, criativa e cheia de emoção genuína ". Enquanto ele amava Agatha dizendo "Feiticeira Escarlate", Riseman sentiu que o momento poderia ser um pouco confuso para os telespectadores que não sabiam que esse é o nome dela nos quadrinhos. Ele ficou um pouco desapontado com as informações adicionais aprendidas sobre "Pietro", concluindo que a aparição de Evan Peters era "um mero elenco de acrobacias, ao invés de uma provocação multiversal". Ben Travers, escrevendo para IndieWire, falou com a frase da Visão "Mas o que é luto, senão o amor perseverante?" durante sua cena com Wanda, dizendo que era "uma declaração tão poderosa [e] uma encapsulação tão sucinta de um sentimento profundo" e o momento em que WandaVision estava se aproximando. Ele sentiu que a série deveria ter reconhecido o amor de Wanda por sitcoms no início da série para ajudar o público a aceitar as homenagens da sitcom, mas admitiu a questão mais ampla de "O que aconteceu com Wanda?" importou o tempo todo e foi respondido no episódio "com pathos retumbante"; Travers deu ao episódio um "A-".
Revendo o episódio para The A.V. Club, Stephen Robinson deu um "B", dizendo que um episódio dirigido pelo personagem poderia ter sido "um assassino de momentum", mas ele estava feliz que a série foi capaz de explorar as motivações de Wanda e responder a algumas perguntas levantadas desde sua introdução em Avengers: Age of Ultron (2015). Robinson chamou Hayward de "um vilão mais banal do que Agatha", mas "não menos sádico" depois que o episódio mostrou que ele havia mentido anteriormente sobre Wanda tentando roubar o corpo de Visão da S.W.O.R.D., enquanto também apontava a mudança no desempenho de Hahn no final do episódio. Rosie Knight, do Den of Geek, chamou "Previously On" de "episódio mais comovente" da série e elogiou o desempenho de Hahn, dizendo que criava a possibilidade de Agnes ser um anti-herói em vez de um vilão completo. Para Wanda, Knight sentiu que era um "reset completo" para o personagem, permitido "uma Wanda com nuances, definida por amor e raiva mais do que trauma. Ela é um ser humano completo e Olsen vende cada lágrima, tremor de lábio e suspiro de horror." Knight concluiu com entusiasmo indo para o episódio final, e sentiu que WandaVision estava "se tornando um dos melhores projetos do UCM de todos os tempos".
Alan Sepinwall, da Rolling Stone, apontou que, com este episódio, muito de WandaVision parecia estar se inspirando na história em quadrinhos "Vision Quest" escrita por John Byrne. Sepinwall disse que a série estava adaptando o enredo "para remontar [Wanda e Visão] em algo mais forte que se baseia em todas as partes fragmentadas dos filmes UCM". Inicialmente, Sepinwall sentiu que o episódio seguiria a estrutura semelhante ao quarto episódio "We Interrupt This Program", mostrando eventos anteriores através dos olhos de Agatha, mas quando mudou para "uma biografia de Wanda mais expandida e coerente do que os filmes UCM têm sido capazes para fornecer ", ele sentiu que provou ser uma das vantagens de escrever em um universo compartilhado:" conseguir juntar um monte de ideias antigas que não eram necessariamente destinadas a coincidir ". A cena entre Wanda e Visão no Complexo dos Vingadores foi o destaque do episódio para Sepinwall, comparando a performance de Olsen com sua aparição na série do Facebook, Watch Sorry for Your Loss, e chamando-a de "incrivelmente comovente". Sepinwall concluiu que se a série pretendesse fazer de Wanda uma vilã no momento em que fosse concluída, ela seria "uma vilã muito mais completa, e uma que se sente muito mais complexa do que lhe foi permitido através de sua estranha e sinuosa história do UCM até o momento".
Matt Purslow do IGN foi mais reservado no episódio, dando um 6 de 10. Ele sentiu, sendo o penúltimo episódio da série, iria "acelerar o ritmo" ao invés de "um exercício de avaliação". Ele acrescentou que os flashbacks parecem "semelhantes a verificações pré-voo, garantindo que o público esteja totalmente informado antes de partir para a decolagem final do show. Existem algumas reviravoltas divertidas a serem encontradas, bem como algum valor emocional, mas para qualquer um totalmente investido em WandaVision e no UCM, parece que os freios foram aplicados quando deveria ter sido o acelerador." Purslow sentiu que ter a "Feiticeira Escarlate" dentro do UCM aparentemente indicava que uma profecia ou linhagem para bruxas era "um giro interessante", e sentiu que a visão que Wanda vê na Pedra Mental "era um método particularmente forte de adicionar um sentimento de lenda e peso à sua história". Ele também gostou da cena no Complexo dos Vingadores com Wanda e Visão. Christian Holub da Entertainment Weekly gostou da estrutura do episódio, mas não ficou satisfeito com algumas das explicações dadas, acreditando que a série ainda tinha muito mais perguntas a responder antes de ser concluída, como a verdadeira natureza de "Pietro" e mais informações sobre Billy e Tommy. Da mesma forma, Holub sentiu que terminar o episódio chamando Wanda de Feiticeira Escarlate "parecia muito fraco", mas disse que as cenas no meio dos créditos criaram "uma possibilidade muito emocionante" para o episódio final de um confronto potencial entre Wanda e a Visão da S.W.O.R.D. O colega de Holub, Chancellor Agard, ficou "dividido" com o episódio, já que gostou das performances de Olsen e Hahn, mas sentiu que a série poderia ter integrado os flashbacks "de uma forma mais ousada e mais interessante". Ele desejou que a série tivesse ficado com as homenagens da sitcom, fazendo referência a um dos dramas ou "sitcoms tristes" de meados para o final da década de 2010, em vez do "palácio da memória com truques de muitas portas", que parecia "convencional".

### Elogios
Olsen foi nomeada a "Performer da Semana" da TVLine na semana de 22 de fevereiro de 2021, por sua atuação neste episódio, junto com Lydia West por It's a Sin. O site admitiu que Olsen foi digna de seu "Performer da Semana" por toda a série, e por "Previously On", disse que sua atuação foi "não menos atraente, embora tenha um tom diferente, do que as muitas semanas que passou como dona de casa na TV" durante a jornada de Wanda através de seus flashbacks, Olsen foi capaz de retratar sua tristeza sem dizer muitas palavras, e sua visita ao cadáver de Visão na S.W.O.R.D. deixou uma "impressão indelével" no site e provou que Olsen poderia "nos estilhaçar com sua voz quase um sussurro" com sua fala "Não consigo sentir você".